# أحمد المرزوقي (سعودي)
أحمد المرزوقي (1 فبراير 1957 -) هو رجل أعمال سعودي ورئيس للنادي الأهلي السعودي.

## حياته ونشأته
ولد بالسعودية في 1 فبراير 1957، حاصل على ماجستير في إدارة الأعمال عام 1983 من جامعة ولاية كاليفورنيا في الولايات المتحدة الأميركية.

## مسيرته وأعماله
- الرئيس التنفيذي لـمصنع المرزوقي للحديد المشغول.
- رئيس مجلس إدارة شركة مخزن الأدوية العربي السعودي.
- نائب رئيس مجلس إدارة شركة بروج للتأمين التعاوني منذ 6 مايو 2020.
- عضو مجلس إدارة كل من الشركة السعودية لمنتجات الألبان والأغذية سدافكو، وشركة الاستثمارات المتعددة للخدمات الطبية.
- شغل منصب رئيس مجلس إدارة كل من نادي الأهلي السعودي بين 2005 و2008، والشركة السويسرية للأعذية المميزة، والشركة السعودية النيوزلندية لمنتجات الألبان.[3]
- عضو مجلس إدارة كل من الشركة المصرية لمنتجات الألبان بين 2002 و2006، والشركة العربية للإنتاج الحيواني بين 2002 و2006.
- تولى عدة مناصب في شركة سدافكو، منها العضو المنتدب بين 2000 و2006، ونائب العضو المنتدب بين 1997 و2000، والمدير العام التجاري بين 1994 و1995.

## رئاسة النادي الأهلي
اختياري لرئاسة النادي مرتين موسم (1422 هـ - 1423 هـ) - ( 1425-1428 هـ ) فأحدث نقلة نوعية في فريق كرة القدم بعد فترة من الإحباط حيث قام بتبديل الجهاز الفني وأحضر المدرب الصربي نيبوشا، وقام بتبديل الفريق وسرح أغلب من سموا بالحرس القديم واستعان بدرجة الشباب في النادي التي تعرف بصلابتها، تحسنت نتائج الفريق بشكل ملحوظ، لم يحقق الفريق أي بطوله في نفس الموسم لكنه فعل ذلك وبطريقه مذهله في الموسم الثاني له، من خلال دوري ابطال العرب فحقق نتائج رائعة منها ازاحة حامل اللقب الرجاء البيضاوي، حقق بطولة كأس ولي العهد السعودي أمام نفس الفريق بهدفين مقابل هدف.